# Reedsport
Reedsport és una població dels Estats Units a l'estat d'Oregon. Segons el cens del 2000 tenia 4.378 habitants.

## Demografia
Segons el cens del 2000, Reedsport tenia 4.378 habitants, 1.978 habitatges, i 1.265 famílies. La densitat de població era de 820,6 habitants per km².
Dels 1.978 habitatges en un 23,5% hi vivien nens de menys de 18 anys, en un 52,5% hi vivien parelles casades, en un 7,7% dones solteres, i en un 36% no eren unitats familiars. En el 32% dels habitatges hi vivien persones soles el 17,9% de les quals corresponia a persones de 65 anys o més que vivien soles. El nombre mitjà de persones vivint en cada habitatge era de 2,19 i el nombre mitjà de persones que vivien en cada família era de 2,71.
Per edats la població es repartia de la següent manera: un 20,6% tenia menys de 18 anys, un 6,3% entre 18 i 24, un 19,9% entre 25 i 44, un 27% de 45 a 60 i un 26,2% 65 anys o més.
L'edat mediana era de 47 anys. Per cada 100 dones de 18 o més anys hi havia 89,6 homes.
La renda mediana per habitatge era de 26.054$ i la renda mediana per família de 33.689$. Els homes tenien una renda mediana de 33.214$ mentre que les dones 20.734$. La renda per capita de la població era de 16.093$. Aproximadament l'11,7% de les famílies i el 16% de la població estaven per davall del llindar de pobresa.

## Poblacions més properes
El següent diagrama mostra les poblacions més properes.